# Liste der Kirchengebäude im Dekanat Vilsbiburg
Die Liste der Kirchengebäude im Dekanat Vilsbiburg listet die Kirchengebäude des ehemaligen Dekanats im Bistum Regensburg auf. Politisch gesehen liegt das Dekanat zum größten Teil im südlichen Landkreis Landshut, wobei auch die Landkreise Mühldorf, Rottal-Inn und Dingolfing-Landau Anteil am Dekanat haben.

## Liste der Kirchengebäude
| Bild | Pfarrkirche                          | Ort                                                                           | Filialkirchen | Pfarrverband                         |
| ---- | ------------------------------------ | ----------------------------------------------------------------------------- | --- | ------------------------------------ |
|      | Pfarrkirche St. Johann Baptist       | Binabiburg in Bodenkirchen                                                    | Wallfahrtskirche St. Salvator auf dem Berg in Binabiburg Nebenkirche St. Simon und Judas in Rothenwörth | Binabiburg                           |
|      | Expositur Mariä Heimsuchung          | Frauensattling in Vilsbiburg                                                  | | Binabiburg                           |
|      | Pfarrkirche St. Ulrich               | Aich in Bodenkirchen                                                          | | Binabiburg                           |
|      | Pfarrkirche St. Ulrich               | Treidlkofen in Bodenkirchen                                                   | | Binabiburg                           |
|      | Pfarrkirche St. Johannes der Täufer  | Bodenkirchen Liste der Baudenkmäler in Bodenkirchen                           | Filialkirche St. Margareta in Margarethen Nebenkirche St. Stephan in Kirchstetten | Bodenkirchen-Bonbruck                |
|      | Pfarrkirche Mariä Himmelfahrt        | Bonbruck in Bodenkirchen                                                      | | Bodenkirchen-Bonbruck                |
|      | Pfarrkirche Mariä Himmelfahrt        | Egglkofen Liste der Baudenkmäler in Egglkofen                                 | Filialkirche St. Emmeram in Harpolden Filialkirche St. Ägidius in Michlbach Filialkirche St. Johannes der Täufer in Piesenkofen Filialkirche St. Nikolaus in Tegernbach | Egglkofen                            |
|      | Expositur St. Michael                | Oberwiesbach in Neumarkt-St. Veit Liste der Baudenkmäler in Neumarkt-St. Veit | Filialkirche Mariä Himmelfahrt in Frauenhaselbach Nebenkirche St. Georg in Stein | Egglkofen                            |
|      | Pfarrkirche St. Georg                | Gerzen Liste der Baudenkmäler in Gerzen                                       | Filialkirche St. Rupert in Leberskirchen Filialkirche St. Nikolaus in Lichtenhaag Filialkirche St. Emmeram in Neuhausen Filialkirche St. Stephan in Solling Nebenkirche St. Martin in Vilssattling Kapelle in Hundspoint                                                     | Gerzen                               |
|      | Expositur Mariä Geburt               | Wippstetten in Kröning                                                        | | Gerzen                               |
|      | Pfarrkirche Maria vom Berge Karmel   | Hölsbrunn in Gangkofen Liste der Baudenkmäler in Gangkofen                    | Filialkirche St. Margareta in Radlkofen Filialkirche St. Stephan in Unterbachham | Hölsbrunn-Johannesbrunn              |
|      | Pfarrkirche Maria Immaculata         | Johannesbrunn in Schalkham Liste der Baudenkmäler in Schalkham                | Filialkirche St. Michael in Westerkirchen Nebenkirche St. Bartholomäus in Eggenpoint Kapelle St. Wolfgang in Möllersdorf | Hölsbrunn-Johannesbrunn              |
|      | Pfarrkirche St. Florian und Wolfgang | Kirchberg in Kröning Liste der Baudenkmäler in Kröning                        | Filialkirche St. Michael in Westerkirchen Nebenkirche St. Bartholomäus in Eggenpoint Kapelle St. Wolfgang in Möllersdorf | Kirchberg-Dietelskirchen-Reichlkofen |
|      | Pfarrkirche Maria Immaculata         | Dietelskirchen in Kröning                                                     | Filialkirche St. Stephanus in Helmsdorf | Kirchberg-Dietelskirchen-Reichlkofen |
|      | Pfarrkirche St. Michael              | Reichlkofen in Adlkofen Liste der Baudenkmäler in Adlkofen                    | Nebenkirche St. Bartholomäus in Dechantsreith Nebenkirche St. Ägidius in Ried Kapelle Keslergrotte bei Göttlkofen | Kirchberg-Dietelskirchen-Reichlkofen |
|      | Pfarrkirche St. Dionysius            | Loizenkirchen in Aham Liste der Baudenkmäler in Aham                          | Filialkirche St. Ägidius in Aham Wallfahrtskirche Hl. Dreifaltigkeit in Dreifaltigkeit Filialkirche St. Stefanus in Oberspechtrain Filialkirche St. Vitus in Wendeldorf | eigenständige Pfarrei                |
|      | Pfarrkirche Mariä Himmelfahrt        | Vilsbiburg Liste der Baudenkmäler in Vilsbiburg                               | Filialkirche St. Ulrich und Margaretha in Oberenglberg Spitalkirche Hl. Dreifaltigkeit in Vilsbiburg Klosterkirche St. Joseph in Vilsbiburg Wallfahrtskirche Maria Hilf in Vilsbiburg Nebenkirche St. Nikolaus in Herrnfelden Nebenkirche St. Georg und Martin in Wolferding | Vilsbiburg                           |
|      | Pfarrkirche St. Peter                | Gaindorf in Vilsbiburg                                                        | Filialkirche St. Michael in Haarbach | Vilsbiburg                           |
|      | Pfarrkirche St. Johannes der Täufer  | Seyboldsdorf in Vilsbiburg                                                    | Nebenkirche St. Georg in Geiselsdorf Nebenkirche St. Michael in Giersdorf | Vilsbiburg                           |